# هانس گرانفلت
هانس گرانفلت (انگلیسی: Hans Granfelt; ۲۶ اکتبر ۱۸۹۷ – ۵ سپتامبر ۱۹۶۳) ورزشکار دو و میدانی اهل سوئد بود.
وی در مسابقات کشوری و بین‌المللی در مجموع برندهٔ ۱ مدال نقره شده‌است.